# Catsuka
Catsuka est un média français autour du cinéma d'animation, créé par Marc Aguesse. 

## Historique
Le site internet a été fondé en 2000, il publie régulièrement des actualités et coups de cœur liés au monde du cinéma d'animation. 
De 2010 à 2018, Catsuka est également une émission TV bimensuelle diffusée sur la chaîne Nolife.
Une rubrique figurait également dans le magazine AnimeLand.